# علم نفس الإبادة الجماعية

تَسعى سيكولوجية (عِلمُ النَّفس) الإبادة الجماعية لِتفسير الإبادة الجماعية من خلال علم النفس. حيث يهدف إلى تفسير وشرح سبب وكيفية حدوث الإبادة الجماعية ولماذا يصبح بعضُ الأشخاصِ مرتكبينَ للإبادةِ الجماعية، بينما البعض الآخر يكونُ منقذين أو فقط مشاهدين.

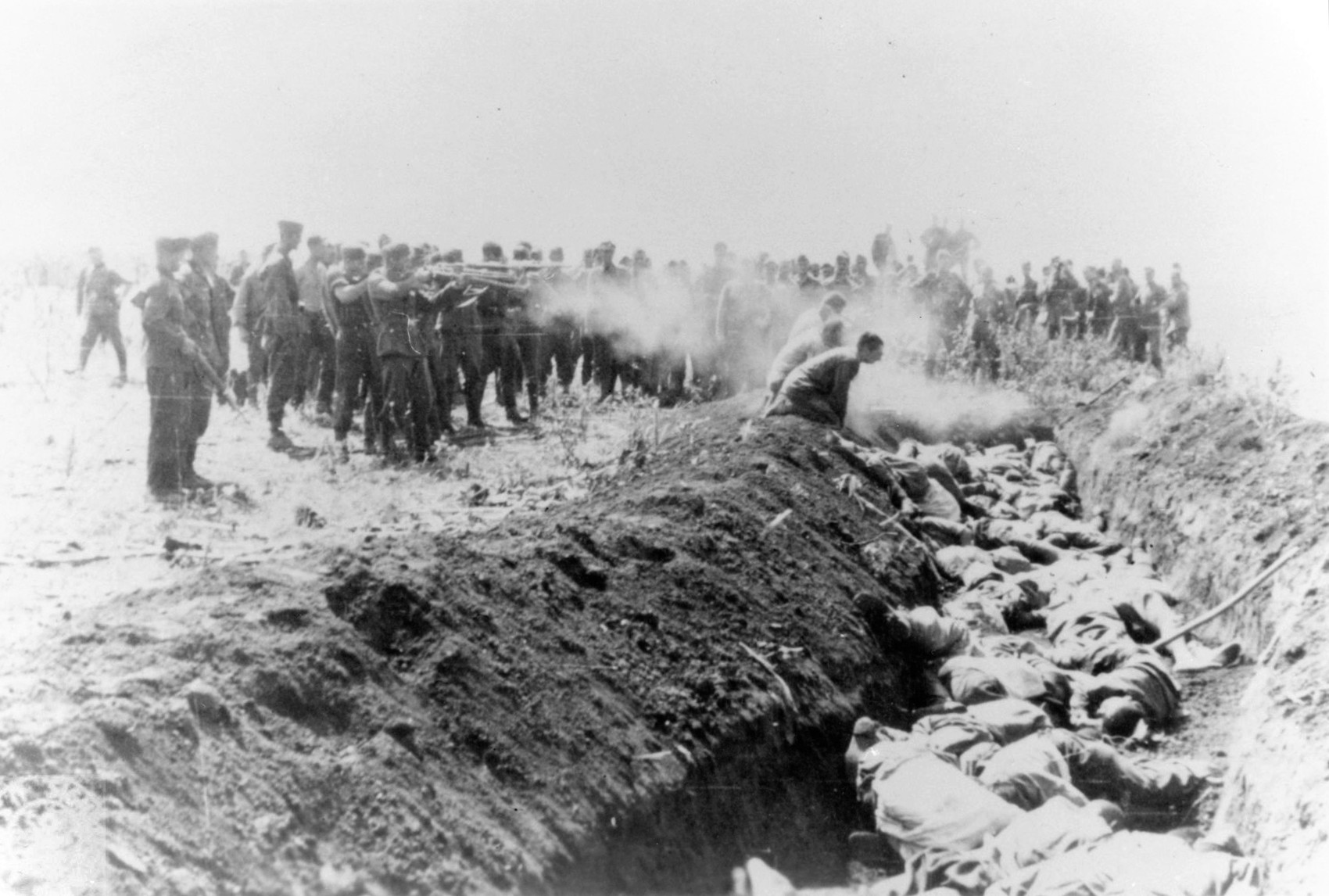
تهدف سيكولوجية الإبادة الجماعية إلى شرح كيف يمكن للجناة إطلاق النار على الأبرياء ، مثل هؤلاء المدنيين السوفييت الذين قُتلوا في إعدام جماعي عام 1941

## تاريخيّاً
لقد أثّرَت الِإبادةُ الجماعية على المجتمعاتِ البشريةِ مُنذُ العُصور القديمة. في العصر الحديث، كانت الإبادة الجماعيّة ظاهرةً عالمية: من المذابحِ في أمريكا المستعمرة، وأفريقيا، وأستراليا إلى محرقة يهود أوروبا والموت الجماعي في الصين الماوية. في السّنواتِ الأخيرة، تطَوّر نظام «دراسات الإبادة الجماعيّة» لتقديم التحليل والفهم

في فترةِ الحرب العالميةِ الثانية، كانت هناك محاولات قليلة لِدمج الأدب التاريخي والنّفسي في تعاليم الهولوكوست -وهي واحدة من أكبرِ المذابحِ التي لا تزال تُذكَرُ إلى يومنا هذا-. في واحدة من أُولى الجهودِ لاستخدام نَهجٍ متعدّدِ التخصصات، حيثُ قام سولكوف وإلين (Solkoff and Allen) عام 1978 بتدريس الهولوكوست معَ التّركيزِ على مواضيعَ مِثلُ تحليل الشّخصيةِ الإستبداديّةِ، علم نفس العنف، تحليل سلوك نزلاء المعسكرات ، وعلم نفس النّاجِين.

مقبرة جماعية في فينيتسا